# Pytine
Pytine es un género de foraminífero bentónico de la Subfamilia Sipholageninae, de la Familia Ellipsolagenidae, de la Superfamilia Polymorphinoidea, del Suborden Lagenina y del Orden Lagenida. Su especie-tipo es Pytine parthenopeia. Su rango cronoestratigráfico abarca desde el Pleistoceno hasta la Actualidad.

## Discusión
El nombre del género Pytine Moncharmont Zei & Sgarella, 1978, es considerado inválido por ser homónimo al género de trilobite Pytine Fortley, 1975. Por esta razón, se ha propuesto Moncharmontzeiana para reemplazarlo, con la misma especie-tipo. Clasificaciones previas incluían Pytine en la Superfamilia Nodosarioidea.

## Clasificación
Pytine incluye a las siguientes especies:
- Pytine corn
- Pytine graia
- Pytine lemniscata
- Pytine maculata
- Pytine moncharmontae
- Pytine paradoxa
- Pytine parthenopeia
- Pytine petaloskelis
- Pytine sibirica
- Pytine walvisi
- Pytine wirayasqa